# Sphaeroniscus bonitanus
Sphaeroniscus bonitanus is een pissebed uit de familie Scleropactidae. De wetenschappelijke naam van de soort is voor het eerst geldig gepubliceerd in 1942 door Willard Gibbs Van Name.